# Кларк, Флойд
Флойд Ай Кларк (англ. Floyd I. Clarke; род. 7 января 1942, Финикс, Аризона, США) — бывший исполняющий обязанности директора Федерального бюро расследований с 19 июля по 1 сентября 1993 года.
Кларк родился в Финиксе (штат Аризона). Он учился в университете Джорджа Вашингтона в Вашингтоне, округ Колумбия, где он получил степень бакалавра искусств, а затем высшее юридическое образование. Он вступил в ФБР в качестве специального агента в 1964 году, работая в отделах Бирмингема, Бостона, Филадельфии и Канзас-Сити, а также в штаб-квартире ФБР. Он проделал путь от специального агента, помощника специального агента в обязанности специального агента, исполнительный помощник директора, заместитель директора, и, наконец, исполняющий обязанности директора.
Билл Клинтон, сорок второй президент Соединённых Штатов Америки, который был избран 20 января 1993 года, решил заменить директора ФБР Уильяма Сешнса. Сешнс был уволен 19 июля, после отказа уйти в отставку и Луи Фрии был назначен на эту должность на церемонии в Розовом саду Белого дома на следующий день. Кларк был назначен исполняющим обязанности директора, а также служил с 19 июля до 1 сентября 1993 года, когда Фрии был приведён к присяге.
Кларк затем ушёл из ФБР. Он вступил в MacAndrews & Forbes Holdings, Inc., где он в настоящее время работает в качестве вице-президента.